# Petr Šíma
Petr Šíma (Domažlice, 25 febbraio 1983) è un calciatore ceco, centrocampista del Senica.